# 더 웹툰: 예고살인
더 웹툰: 예고살인(더 웹툰: 豫告殺人)은 이시영, 엄기준 주연의 2013년 대한민국의 공포 영화이다.

## 캐스팅
- 이시영 - 강지윤 작가
- 엄기준 - 이기철
- 현우 - 김영수
- 문가영 - 조서현
- 권해효 - 조선기(조서현의 아버지)
- 김도영 - 서미숙(강지윤 작가의 상사)
- 문정수 - 동네 남자 2
- 조재룡 - 조선기 조수 1
- 염지영 - 여기자
- 신영규 - 남학생 2
- 한희정 - 동네 여자 1

특별출연
- 오광록 - 반장
- 김소현 - 어린 서미숙